# Celtic Park
Celtic Park (ofte også kaldet Parkhead) er et fodboldstadion i Glasgow i Skotland. Stadionet er hjemmebane for Premier League-klubben Celtic FC. Det har plads til 60.857 tilskuere, og alle pladser er siddepladser. Dermed er det et af de største fodboldstadions i Storbritannien, kun overgået af Old Trafford i Manchester og Wembley Stadium i London. Celtic Park blev indviet i 1892.